# TFJ・1it
1it（ウォンイット）は、トライクファクトリージャパンが製造・販売しているリバーストライク。
車両型式は「ZH-250R」。

## 概要
2010年に前身モデルであるコンセプトカーのMURATE7010を企画デザインし、その後2015年には試作モデルが完成し、TVや新聞などのマスメディアにも取り上げられるが、外観デザインが複雑になったことから量産化が困難となり、デザイン変更を余儀なくされる。これに伴いフェラーリなどを手掛けるデザイナーを招致して、デザインの見直しを行い、併せてフレーム設計なども変更され、2016年3月に量産モデルとして発売される。

## スタイル・機構
日本国内初の、横並び二人乗りリバーストライクとしてデビューを飾る。トライクであることから、道路運送車両法では側車付軽二輪に属し、道路交通法では自動車に属するため、普通自動車運転免許以上の免許で運転が可能である。逆に自動二輪車運転免許では運転できない。企画デザインや設計から車両製作まで一貫して自社で行っており、パイプフレームのモノコックボディ、ダブルウィッシュボーン式のサスペンションなどのパッケージングとなっている。設定色は、標準カラーではブラック、ホワイト、ガンメタリック、オプションカラーではマットブラック、レッド、イエローの合計6色。
搭載されるエンジンは249ccの水冷4ストローク単気筒エンジンに、前進4速と後進1速のMTまたはATが組み合わされている。ボディサイズは、全長2,450mm、全幅1,250mm、全高900mmとなっている。
公道モデルの「ストリート」と、サーキット走行用にカスタマイズされたモデルの「レーシング」がある。レーシングは、バーハンドルが円形ハンドルに、跨り式シートがバケットシートに変更されるなどの改造点がある。現在、新規登録されたレーシングモデルは公道走行が不可能となっているが、過去のナンバー登録ができた年式のレーシングモデルは、現在でも公道走行が可能である。

## 販売
日本全国にある販売代理店にて購入可能である。また海外でも販売されており、アメリカ、ドイツ、フランス、ロシア、イランなどで展開されている。

## 車名の由来
英語で「Want it!（欲しい！）」の意。